# Chail (Uttar Pradesh)
Chail es un pueblo y nagar Panchayat situado en el distrito de Kaushambi en el estado de Uttar Pradesh (India). Su población es de 9820 habitantes (2011). 

## Demografía
Según el censo de 2011 la población de Chail era de 9820 habitantes, de los cuales 5161 eran hombres y 4659 eran mujeres. Chail tiene una tasa media de alfabetización del 66,27%, inferior a la media estatal del 67,68%: la alfabetización masculina es del 73,33%, y la alfabetización femenina del 56,10%.